# Cimitero ebraico di Slaný
Il cimitero ebraico di Slaný (in ceco Židovský hřbitov ve Slaném) si trova nella parte settentrionale dell'omonimo comune del Distretto di Kladno nella Boemia Centrale, Repubblica Ceca. Il cimitero ebraico è stato fondato nel penultimo decennio del XIX secolo.

## Storia

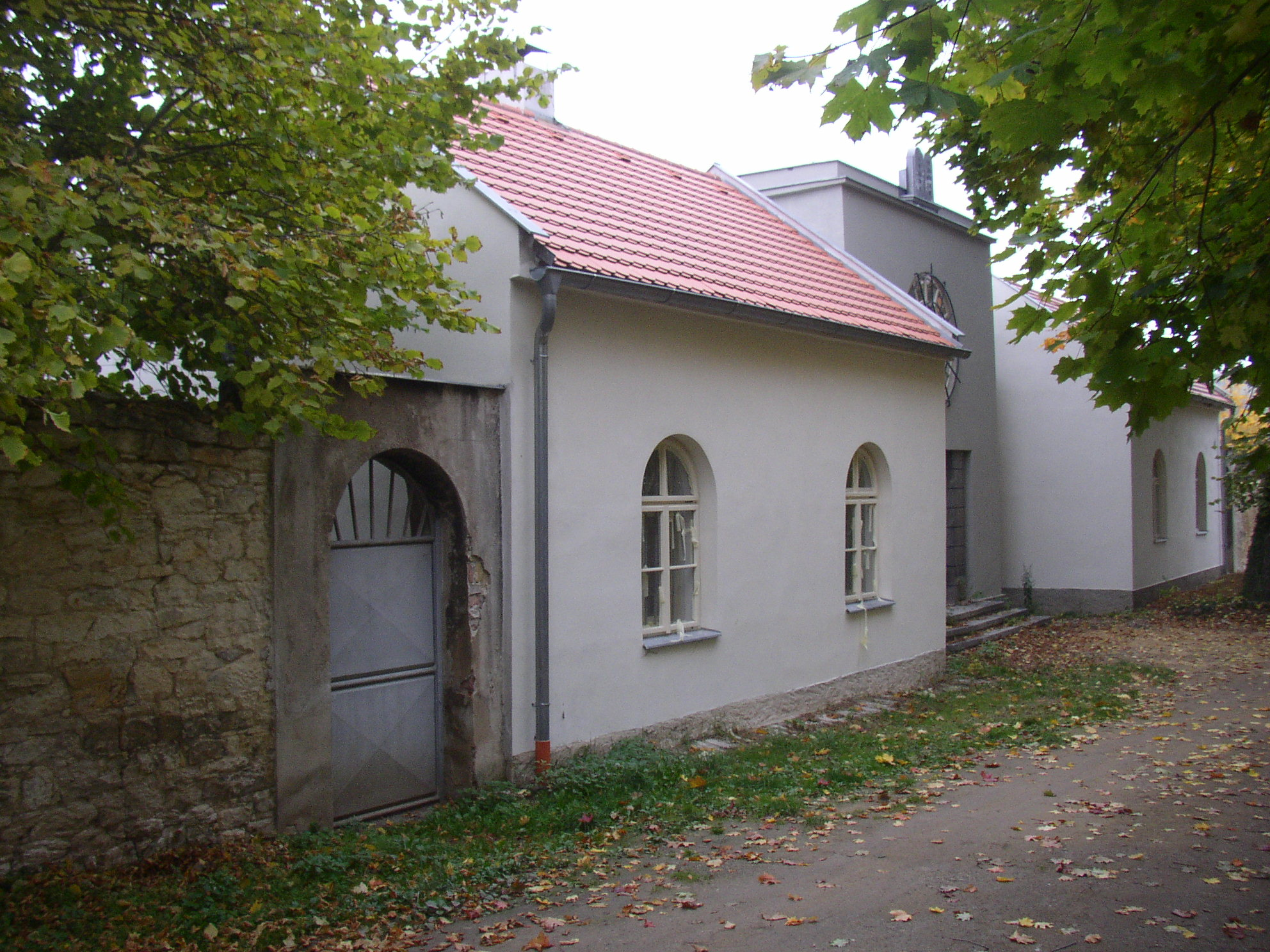
Sala cerimoniale con i due edifici laterali

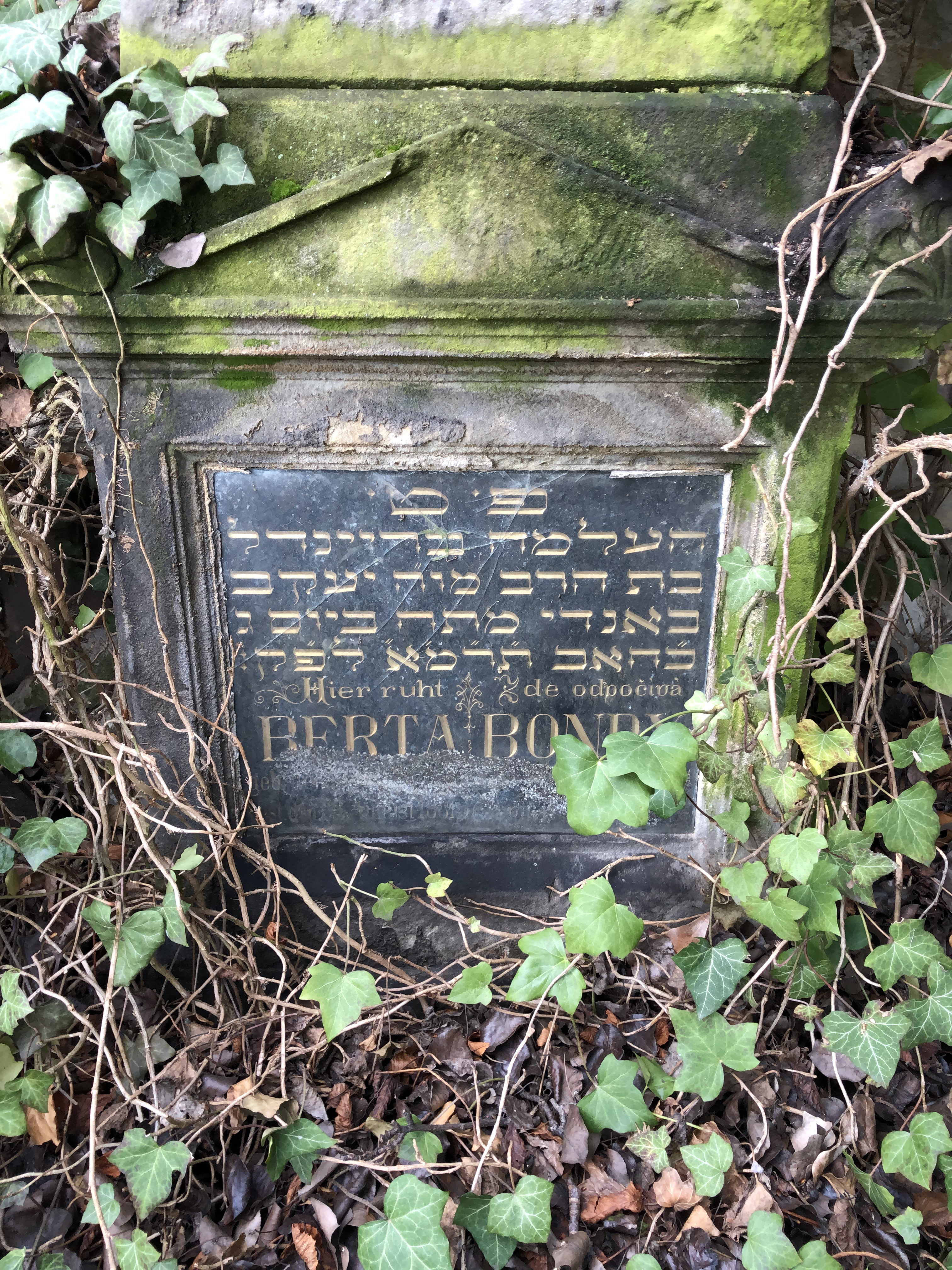
Lapide sulla tomba di Berta Bondy, morta il 23 agosto 1881 e prima ad essere sepolta nel cimitero

Gli ebrei di Slaný poterono stabilirsi nella città solo dopo il 1848 e nei primi tempi furono sepolti nei cimiteri di Blevice e Zlonice. Il 27 luglio 1881 la comunità religiosa ebraica acquistò dai coniugi Mrzílk i terreni nelle vicinanze del cimitero cattolico cittadino per fondare in città un loro piccolo cimitero. La condizione era che il cimitero fosse circondato da un muro intonacato con una corona di lastre di arenaria e che la costruzione fosse completata entro la fine di agosto 1881. La prima persona sepolta qui fu Berta Bondy, morta il 23 agosto 1881. Negli anni tra il 1931 e il 1932 ebbe luogo una significativa ricostruzione del cimitero. Venne edificata la sala cerimoniale dal costruttore Vilibald Hieke e in seguito venne posta sulla sala una targa commemorativa in ricordo della famiglia Taussig, che contribuì finanziariamente alla sua costruzione. Ai lati della sala cerimoniale si trovano altri due edifici ad un solo piano che servivano all'amministrazione del cimitero e alla preparazione dei funerali. Tra il 22 e il 26 febbraio 1942, 1.632 persone furono arrestate e deportate da Slaný dai nazisti e la maggior parte di loro morì nei campi di concentramento, vittime dell'Olocausto. Dopo la fine della seconda guerra mondiale solo 11 ebrei fecero ritorno e a Slaný la comunità religiosa ebraica non potè più ricostituirsi. L'ultima sepoltura del XX secolo nel cimitero risale al 1949, e fu quella di Hugo Kellner, mugnaio di Klobuk. La sua lapide ricorda anche sua moglie e i suoi figli assassinati dai nazisti. Un'altra sepoltura, nel XXI secolo, è avvenuta qui solo nel 2004. Dalla seconda metà del XX secolo il cimitero è caduto in rovina. Era di proprietà della Comunità religiosa ebraica di Praga che nel 1982 decise di vendere parte del terreno del cimitero dove si trovavano la sala cerimoniale e il giardino.

## Descrizione
L'area del cimitero ebraico si trova si trova nella parte nord-orientale di Slaný, comune della Boemia Centrale in Repubblica Ceca. Situato su un leggero pendio dietro il cimitero cittadino è circondato da un muro di cinta continuo con alcuni cancelli e vi si trova il moderno edificio della ex sala cerimoniale che è completato simmetricamente da due ali laterali più antiche. L'ala sinistra ovest era originariamente utilizzata come tahara, un luogo per la purificazione rituale, nell'ala destra c'era l'appartamento del becchino. Nel cimitero che occupa un'area di 3.188 m² vi sono 97 lapidi. Il valore monumentale dell'ex sala cerimoniale risiede soprattutto nella sua architettura da edificio funzionalista, unico nel quadro dell'architettura funeraria ebraica. L'importanza di questo cimitero ebraico risiede anche nella sua documentazione storica della comunità ebraica della regione vittima della persecuzione nazista.

### Monumento culturale della Repubblica Ceca
La tutela dei monumenti della Repubblica Ceca considera il cimitero ebraico di Slaný un monumento culturale nazionale tutelato col numero di catalogo 1842452126. La decisione è del 10 maggio 2010 e l'area comprende la casa ex sala cerimoniale, un muro con un cancello e le 97 lapidi del campo.